# Зелена јова
Зелена јова (лат. Alnus alnobetula) листопадни је грм или мало дрво. Формира растуће до узлазне стабљике, и нормално достиже висину између 0,5 до 3 m. У идеалним условима може живети више од 50 година.

### Опис врсте
Кора је танка сиве до плаво-сиве боје. Листови су наизменични и једноставни, дуги од 2 до 3 цм, широки 1 до 2,5 цм, јајолики до елиптични, на врху заобљени, дно длакаво . Ивице су ситно назубљене, а не двоструке. Горња површина је тамнозелена, без длака до ретко длакава, доња површина сјајно зелена и без длака до ретко длакава, а обично је љепљива када је млада. Гранчице су смеђе до црвенкастосмеђе до сивкастозелене боје, са распршеним белим порама, млади листови нису длакави или су ретко а длаке добијају тек у другој години. Цветови су једнолични са одвојеним мушким и женским шишаркама на истој биљци. Женски плод је чврст, овалан до јајоличаст, гроздст, који садржи ширококрилне матице, зелене до сиво-смеђе боје. Цвет се јавља у рано или касније пролеће зависно од надморске висине и ширине, док плод сазрева између средине септембра и децембра. Долази до загађења углавном ветром. Семе је ситно, 1-2 mm, светло браон са уским опкољеним крилом. Корени формирају високо влакнаст коренов систем, што ову биљку чини веома погодном за спречавање ерозија тла. У коренима се такође налази симбиоза која омогућава фиксирње азота.
Дрво зелене јове користи се за израду намештаја, димних лососа и израде ормана. Уље коре дрвета јове се користи за лечење мучнине, болова у мишићима и дијареје. Угрејано лишће овог дрвета користи се у лечењу кожних болести. Унутрашња кора се струже, а затим користи у прављењу салата и колача, а такође се користи у многим рецептима. Листови стабла зелене јове се користе споља и изнутра, користе се као лек, као чај у лечењу грознице и инфекција. Дрво се такође користи у изради боја за тканине и потамљивању коже. Пепео са зелене јове користи се као средство за чишћење зуба. Кора овог дрвета користи се за смањење стомачних гасова. Дрво се користи у изради намештаја, столарије и дрвених производа и у производњи дрвеног угља и столарије. Користи се за пошумљавање на неплодном тлу, спречавање ерозије.

### Угроженост и заштита врсте
Током последњих деценија, популација зелене јове на Алпима су пролазиле кроз значајно погоршање, углавном као резултат оштећења са стране штеточина и гљивичних болести, где се сматрало да је Cryptodiaporthe oxystoma примарна укључена гљивица. Ова појава се обично дешава након зиме са ниским количином снега, која смањује виталност јове и чини је осетљивијом на нападе паразита. Ово би могло прерасти у широко распрострањен проблем као последица климатских промена. Зелена јова се сматра инвазивном врстом на Новом Зеланду, посебно на Јужном острву где је широко засађено. Дрвеће зелене јове захтева редовну орезивање. Сунчева светлост је неопходна за бољи раст дрвета. Превелико ђубрење није добро за њих. Дрвеће зелене јове захтева редовно заливање. За бољи раст свакодневно заливање је идеално за њих. Семе ових стабала најбоље је сејати у хладном периоду. Семе које је засејано у пролећној сезони има већу могућност да проклија.

## Основне еколошке одлике станишта
Стабло зелене јове најбоље расте на сувом тлу. Не може да расте у алкалном тлу, не подноси сушу. Пешчана, каменита и шљунковита тла добра су за дрво јове. Добро дренирано, влажно тло идеално је за ова дрвећа. Погодно је иловасто и глиновито тло. Такође може расти у нутритивно сиромашном земљишту и тешкој глиненој земљи. Има способност да подноси кречњачка и неплодна тла. Преферира влажне и отворене површине, укључујући лавинске стазе, ивице влажних ливада, обале потока и друга неповољна места. Обично се налази на средњем до субалпских висина. Важно је обилно опадање лишћа које је извор органске материје за изградњу тла и хранљивих материја.
Ова врста игра важну улогу у примарним сукцесијама, успешно колонизују подручја након јаких поремећаја као ледничко повлачење или лавине. То је зато што се опоравља брзо од лавина тако да се могу поново вратити из корена изломљених пањева, док су већа стабла уништена. Међутим, у европско-планинским подручјима, секундарна сукцесија је такође важна. Осиромашавање земљишта током последњих деценија је био главни покретач колонизације зелене јове на штету субалпских травњака. Резлтат је снажна способност ширења под високим режимом поремећаја.

## Ареал врсте
- Распрострањена је у средњој и северној Европи, и северној Азији и Северној Америци, у планинским подручјима на 1300—2100 метара надморске висине. Описано је неколико подврста које се разликују према подручју раста. Расте на влажном, каменитом, глиненом и киселом тлу, у мешовитим шумама и на њиховим крајевима. Брзо расте, добро успева на тлу које није богато органским материјама. Због добро развијеног кореновог система добро штити земљиште од ерозије а корисна је још јер у тлу фиксира азот. Из пања и корена избијају нови изданци.[5]